# Bir Lehlou
Bir Lehlou (også translittereret som Bir Lahlou; arabisk: بير لحلو; berbisk: Bir Leḥlu, ⴱⵉⵔ ⵍⴻⵃⵍⵓ) er en lille oaseby i den nordøstlige del af Vestsahara og de jure hovedstad for Den sahrawiske arabiske demokratiske republik (SADR). Byen ligger øst for det marokkansk besatte Vest-Sahara i den del af Vestsahara, der er kontrolleret af Polisario. Navnet kan oversættes med "en smuk brønd/kilde".
Den sahrawiske arabiske demokratiske republiks eksilregering har sæde i Tindouf i Algeriet, men anser Bir Lehlou som midlertidig hovedstad, så længe republikkens egentlige hovedstad, El Aaiún, er besat af Marokko. Byen er hjemsted for blandt andet radiostationen Radio Nacional de la Republica Árabe Saharaui Democrática, der sender på mellembølge og kortbølge, samt over internettet på sprogene arabisk, fransk og spansk.

## Venskabsbyer
Bir Lehlou er venskabsby med:
| - Campi Bisenzio, Italien - Monteroni d'Arbia, Italien | - Prato, Italien - Montemurlo, Italien |